# Hapona reinga
Hapona reinga är en spindelart som beskrevs av Forster 1970. Hapona reinga ingår i släktet Hapona och familjen Desidae. Inga underarter finns listade i Catalogue of Life.